# Escola de Design da Universidade do Estado de Minas Gerais
A Escola de Design da Universidade do Estado de Minas Gerais (UEMG) é uma instituição de ensino superior brasileira, localizada em Belo Horizonte, Minas Gerais. É referência nacional no ensino e forma todos os anos, centenas de profissionais nas diversas áreas do mercado do design.

## História
A Escola de Design da Universidade do Estado de Minas Gerais foi criada em 1955 e conta com uma história intimamente ligada ao desenvolvimento do Design no país. Inicialmente com o nome de Escola de Artes Plásticas, subordinada à já existente Escola de Música da Universidade Mineira de Arte (UMA). A UMA, por sua vez, foi inaugurada em 1954 como resultado da associação de outras três instituições: Sociedade Coral, Cultura Artística e Orquestra Sinfônica de Minas Gerais. Em 1956, a Escola de Artes Plásticas instala um curso preparatório, realiza seu primeiro vestibular e entra em pleno funcionamento no ano de 1957 com sua primeira turma de alunos.

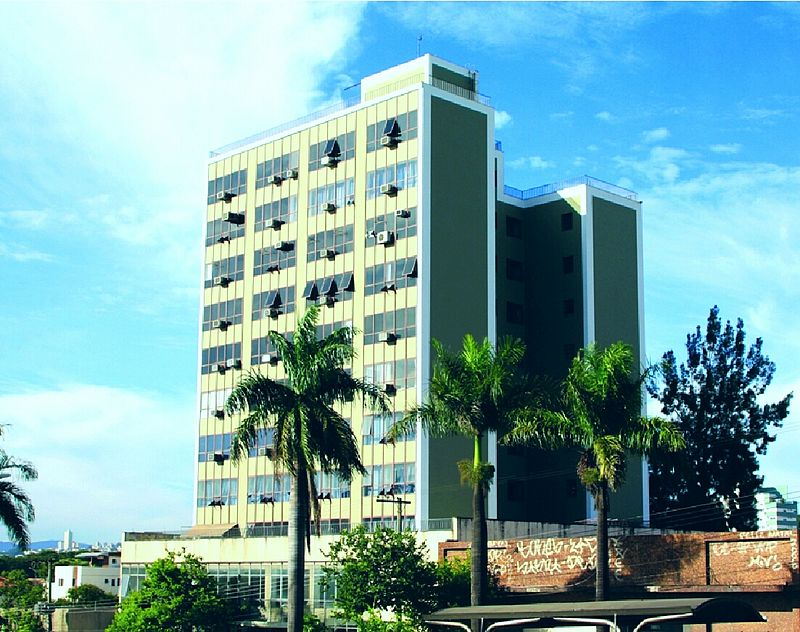
Antigo Predio da ED/UEMG.

Em 1963 a UMA foi transformada em Fundação, através da Lei Estadual 3065, e agregada à Secretaria de Estado do Trabalho e Cultura Popular. Com isso, passou a se chamar Escola de Artes Plásticas - Fundação Mineira de Arte (ESAP/FUMA). Em 1980, sua denominação foi novamente alterada para Fundação Mineira de Arte Aleijadinho.
Em 1993 foi incorporada pela UEMG, juntamente com outras tradicionais instituições de ensino de Belo Horizonte, como a Escola Guignard e o Instituto de Educação de Minas Gerais. Em 1996 o nome da instituição voltou a ser alterado, dessa vez para Escola de Design (ED/UEMG).

## Localização
A Escola de Design está instalada em um prédio modernista, na Rua Gonçalves Dias, projetado pelo Arquiteto Raphael Hardy. Localizada na Praça da Liberdade, entre a Av. João Pinheiro e Rua da Bahia, inicialmente foi sede do Instituto de Previdência dos Servidores do Estado de Minas Gerais (Ipsemg).

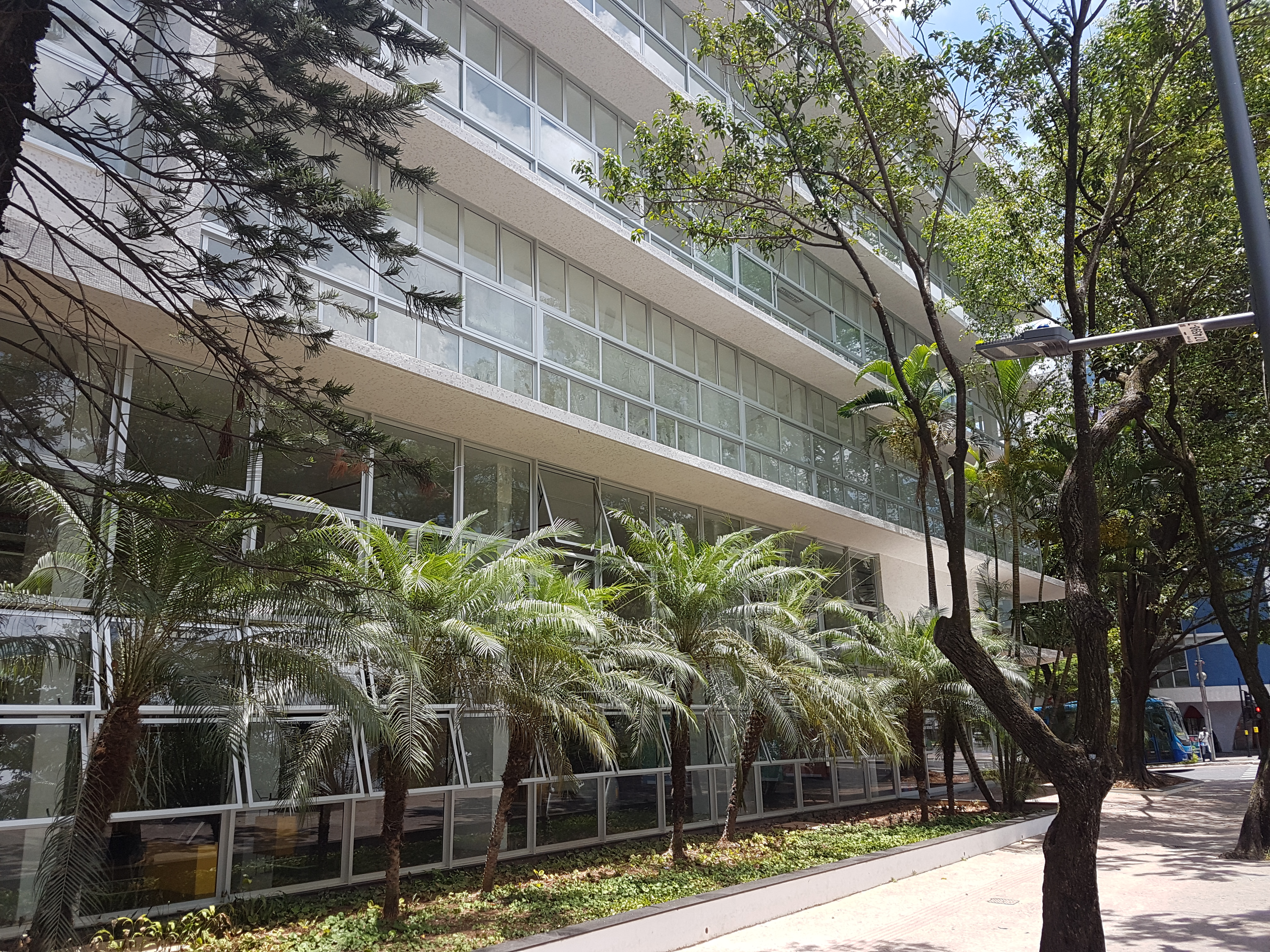
Edifício da Escola de Design da UEMG, antigo edifício do IPSEMG, na Praça da Liberdade, em Belo Horizonte.

O local foi concedido à UEMG em 2014 e passou por dois anos de reformas para abrigar a Escola, que antes realizava suas atividades em um prédio na Av. Antônio Carlos, na Pampulha, depois de transferida do Bairro Gameleira. Com 11 pavimentos pode receber 600 pessoas por turno, num total de 1,8 mil diariamente. Demandando recursos de R$ 30 milhões do governo estadual, a intervenção incluiu restauração e uma série de outros serviços no imóvel tombado pelo Instituto do Patrimônio Histórico e Artístico de Minas Gerais (Iepha-MG) e integrante do Circuito Cultural da Praça da Liberdade.
É um prédio de grande importância, sendo um dos três modernistas da Praça da Liberdade, ao lado do Edifício Niemeyer e da Biblioteca Pública Estadual Luiz de Bessa, projetados por Oscar Niemeyer na década de 1950.
Desde então, o local está em funcionamento atendendo toda a parte administrativa da instituição, assim como a área de pesquisas e a biblioteca da escola. O antigo prédio na avenida Antônio Carlos, segue funcionando como almoxarifado. Um dos motivos da mudança do local foi por ele não mais atender às demandas, que precisaria passar por uma reforma estrutural grande para poder atender outra unidade acadêmica.

## Prêmios
Em quase 50 anos de existencia, a Escola de Design recebeu importantes prêmios do design nacional e internacional:
- Shell Eco-Marathon: Equipe de estudantes coordenados pelo professor Jairo Drummond Câmara já participaram em quatro oportunidades da competição automobilística realizada anualmente na França (1994, 1995, 2000 e 2002), sendo que em duas delas, foram premiados. Em 94, o Sabiá 1 (nome dado ao protótipo) recebeu o Prêmio de Honra do Design e o Sabiá 3 foi escolhido o mais bonito pelo júri e condecorado com o Prêmio Especial de Design para Equipe Estrangeira.[7]
- Prêmio Tok&Stok de Design Universitário: Em 2007 a aluna Letícia Veloso Barros conquistou o primeiro lugar com o pufe Mexeriqueira, projeto coordenado pela professora Maria Sanglard, que une vários pufes triangulares, formando uma mexerica.[8][9]
- AuDITIONS Brasil: Em 2008 a aluna Thayana Cordeiro, venceu a categoria Revelação do concurso organizado pela mineiradora Anglogold Ashanti. O projeto foi orientado pelo professor Jairo Drumond.[10]
- Concurso Volkswagen de Design: Em 2001 Manuel Alexandre Ferreira, aluno (hoje professor), foi o vencedor, com o tema "Um Gol do Futuro".[11] Em 2008 o vencedor da categoria design interno foi o aluno Wadson Gomes Amorim.[12]

## Cursos

### Graduação
- Design de Ambientes (Bacharelado)
- Design de Produto (Bacharelado)
- Design de Moda (Bacharelado)
- Design Gráfico (Bacharelado)
- Artes Visuais (Licenciatura)

### Pós-graduação
- Design de Calçados e Bolsas (Lato sensu)

- Design de Jóias (Lato sensu)
- Design de Móveis (Lato sensu)
- Design, Inovação e Sustentabilidade (Mestrado Stricto sensu)
- Design (Doutorado Stricto sensu)

## Ligações internas
- UEMG
- Escola Guignard